# Petras

Petras è un sito archeologico di un'antica città minoica nella parte nord-orientale di Creta.

## Geografia
Petras si trova proprio a est della moderna città cretese di Siteia, ed è situato sopra un piccolo altopiano che domina dall'alto il mare settentrionale di Creta.

## Archeologia
Metaxia Tsipopoulou iniziò gli scavi a Petras nel 1985.
Il principale edificio, che era a due piani quando fu terminato, è di 2800 m².
Petras ha un sistema di drenaggio, doppie scalinate, zoccoli decorati, affreschi e selciato con lastre tagliate.  L'architettura è contrassegnata da doppie asce, stelle, rami, doppi triangoli e segni della Lineare A.  Finora dai reperti di Petras è stata portata alla luce soltanto una tavoletta in Lineare A, ma un documento geroglifico venne  già recuperato negli scavi del 1995-1996.
Il palazzo centrale condivide molte delle caratteristiche che servono a identificare in modo univoco un palazzo minoico da un regolare edificio: le divisioni di stipite e porta, l'alternanza di colonne e pilastri, e la muratura di conci.
Aggiunte e modificazioni strutturali avvennero nel Tardo Minoico IB.

## Fonti
- (EN)  Swindale, Ian http://www.minoancrete.com/petras.htm Retrieved 4 February 2013